# Théâtre de Brême

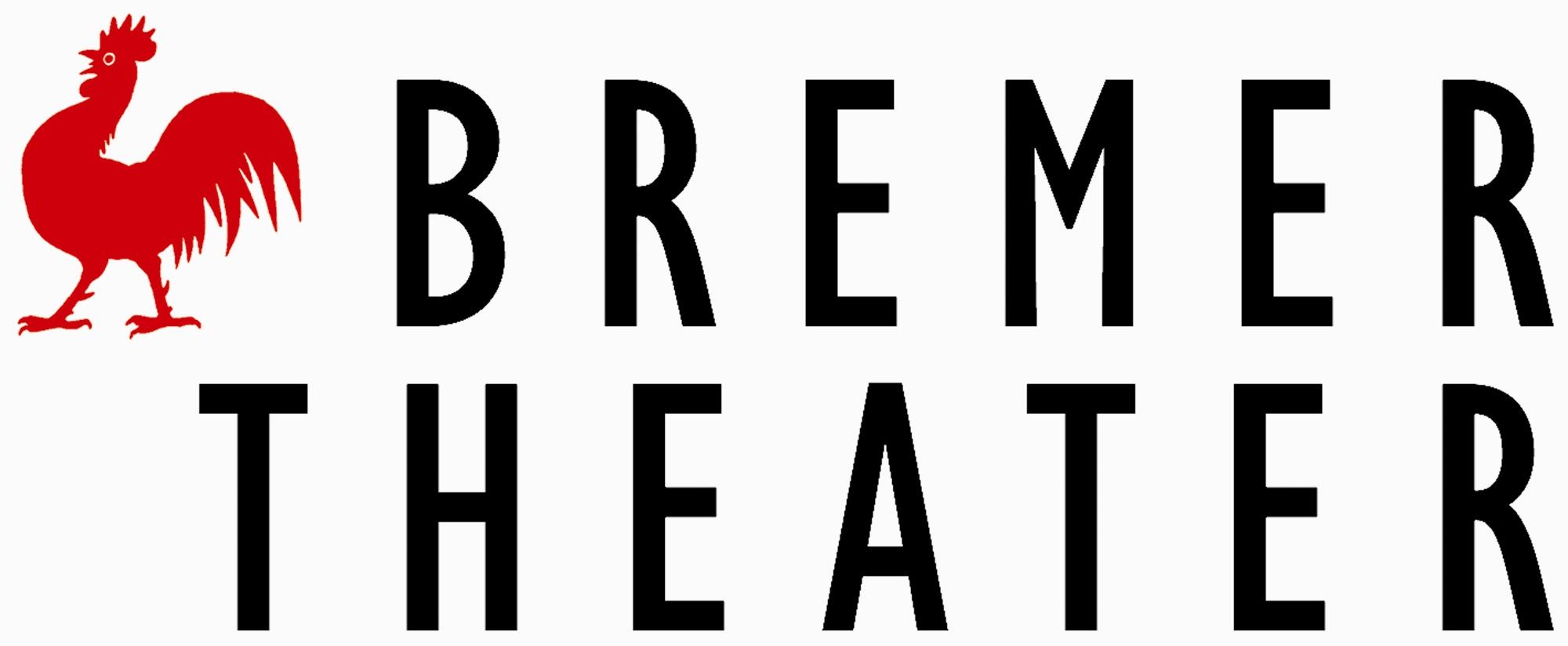
Ancien logo jusqu'en 2007

Le théâtre de Brême (en allemand, Theater Bremen) est le nom collectif de quatre salles de spectacle à Brême qui sont l'Oper Bremen (opéra), le Schauspiel Bremen, le Tanztheater Bremen (danse) et le MoKS Bremen.